# 哈吉拜拉姆清真寺
39°56′39″N 32°51′28″E / 39.94417°N 32.85778°E
哈吉拜拉姆清真寺（Hacı Bayram Camii）是土耳其安卡拉的一座清真寺，建造于奥斯曼帝国时期。其名来自土耳其诗人哈吉·拜拉姆·韦利，它是安卡拉的旅游胜地，2016年被列入UNESCO预备名单。